# Lawrence H. Landweber
Lawrence Hugh Landweber (né en 1942 ou 1943) est professeur émérite en informatique sur la chaire John P. Morgridge à l'université du Wisconsin à Madison. Il est surtout connu pour avoir conçu et dirigé le projet CSNET en 1979, projet qui a ensuite évolué vers NSFNET.

## Informatique théorique
Il obtient un bachelor en 1963 au Brooklyn College et un doctorat Ph. D. à l'université Purdue en 1967 sous la direction de Büchi. Sa thèse est intitulée A design algorithm for sequential machines and definability in monadic second-order arithmetic. Dans un premier temps, il travaille sur la logique monadique du second ordre et les jeux infinis, la théorie de la complexité et les réseaux de Petri, et a été président du ACM Special Interest Group on Automata and Computability (SIGACT). Son livre avec Walter S. Brainerd est l'un des ouvrages historiques d'informatique théorique. Depuis 1977, il travaille sur les réseaux informatiques.

## Réseaux
Son tout premier projet de réseau, en 1977, appelé TheoryNet, est un système de courrier électronique pour des chercheurs en informatique théorique. Il est surtout connu pour avoir préparé, en 1979, le projet CSNET de réseau d'ordinateur, dont il a été un des membres dirigeants. On lui attribue d'avoir fait le choix décisif d'utiliser le protocole TCP/IP. En 1984, plus de 180 institutions, des universités, entreprises, et départements d'informatique faisaient partie du réseau. Le projet a ensuite évolué en NSFNET, Landweber a travaillé avec la National Science Foundation sur le développement de ce projet.
Landweber est devenu une autorité dans le développement de la recherche académique internationale sur les réseaux. Dans les années 1980, il a contribué à l'installation de liaisons entre les réseaux des États-Unis et de nombreux pays d'Europe, d'Asie, d'Amérique latine et il a conseillé ces pays dans le développement de leurs réseaux nationaux. Beaucoup de ces progrès résultaient de la série de séminaires appelés International NetWorkshops qu'il a organisé à partir de 1982.
Il a été membre du CCIRN, le Coordinating Committee on Intercontinental Research Networks, le Office of Technology Assessment Advisory Panel on Information Technology and Research, trois comités d'évaluation de la National Science Foundation et des comités du National Research Council sur Computer-Computer Communication Protocols, The Future of the NREN et, pour la Library of Congress, du comité sur la Information Technology Strategy.

## Honneurs et distinctions
- Président du conseil, président et vice-président pour l'éducation de l'Internet Society[4].
- Membre du conseil de la Computer Research Association.
- Fellow de l'Association for Computing Machinery.
- Docteur honoris causa en lettres humaines (Litterarum humanarum doctor), du Brooklyn College de l'université de la Ville de New York en 2009.
- Prix IEEE de communication internationale en 2005.
- Membre du conseil de Internet2 (2000–2008).
- Lauréat du prix Jonathan B. Postel de l'Internet Society, pour le projet CSNET en 2009.
- En 2012, Landweber est admis dans le temple de la renommée d'Internet par l'Internet Society[5],[6].

## Livre
- Walter S. Brainerd et Lawrence H. Landweber, Theory of Computation, Wiley, 1974 (ISBN 978-0-471-09585-9, OCLC 694056) (Ce livre a été recensé dans American Mathematical Monthly, mars 1976, volume 83, n° 3, p. 211-213.)

## Article lié
- Temple de la renommée d'Internet